# Gmina Hummuli
Gmina Hummuli (est. Hummuli vald) – gmina wiejska w Estonii, w prowincji Valga.
W skład gminy wchodzą:
- 1 miasto: Hummuli,
- 8 wsi: Aitsra, Alamõisa, Jeti, Kulli, Piiri, Puide, Ransi oraz Soe.